# Swiss Dental Journal
Das Swiss Dental Journal (SDJ) ist das im Jahre 2014 aus der Schweizerischen Monatsschrift für Zahnmedizin (SMfZ) hervorgegangene wissenschaftliche Publikationsorgan der Schweizerischen Zahnärzte-Gesellschaft SSO. Das 1891 gegründete Blatt hatte 2016 eine Druckauflage von über 5500 Exemplaren. Die Artikel erscheinen in deutscher, französischer und englischer Sprache und werden zum Abruf aus medizinischen Datenbanken wie PubMed auch ins Englische übersetzt. Aktueller Chefredaktor ist Adrian Lussi.